# Sumuhu'ali Yanuf II.
Sumuhu'ali Yanuf II. (sabäisch s1mhʿly ynf S1umuʿalī Yanuf), Sohn des Dhamar'ali Watar, war ein Herrscher (Mukarrib) des altsüdarabischen Reiches Saba. Hermann von Wissmann setzte ihn um 528 v. Chr. an.
Sumuhu'ali Yanuf II. ist hauptsächlich durch den Bau des Staudamms von Ma'rib bekannt, wovon mehrere Bauinschriften berichten. Nach diesen ließ er den nördlichen Kanal der Südschleuse in den Fels schlagen, von wo aus der Primärkanal Yasran die Mariber Südoase bewässerte. Der Dammbau wurde von seinem Sohn und Nachfolger Yitha'amar Bayyin II. vollendet.